# Ліхтарна акула гребнізуба
Ліхтарна акула гребнізуба (Etmopterus decacuspidatus) — акула з роду Ліхтарна акула родини Ліхтарні акули.

## Опис
Загальна довжина сягає 29,2 см. Голова широка. Морда коротка. Очі великі. За ними розташовані невеликі бризкальця. У неї 5 пар коротких зябрових щілин. Вони значно менші за довжину ока. Ніздрі розташовані ближче до кінчика морди під кутом одна до одної. Рот відносно широкий. Зуби мають 4-5 верхівок. Звідси походить назва цієї акули. Тулуб помірно стрункий, щільний. Шкірна луска дрібна, з конічними, гачкоподібними коронками, розташована неправильними рядками. Має 2 невеликих спинних плавця з колючими шипиками. Задній плавець розташовано позаду черевних плавців, майже у 2 рази більше за передній. Хвостовий плавець довгий. Хвостове стебло тонке. Анальний плавець відсутній.
Забарвлення спини та боків коричневе. Черево та нижня сторона голови мають чорний колір. Вище, позаду та спереду черевних плавців, уздовж осі основи хвостового плавця розташовані поздовжні чорні смужки.

## Спосіб життя
Тримається на глибинах від 500 до 700 м. Здійснює добові міграції. Живиться дрібною костистою рибою, дрібними ракоподібними, морськими червами.
Це яйцеживородна акула. Стосовно процесу парування та розмноження немає відомостей.

## Розповсюдження
Мешкає у Південно-Китайському морі — біля о. Хайнань (на південь від мису Бастіон), в Тонкінській затоці (неподалік В'єтнаму).